# Douré (Toéghin)
Pour les articles homonymes, voir Douré.
Douré est une commune rurale située dans le département de Toéghin de la province du Kourwéogo dans la région Plateau-Central au Burkina Faso.

## Géographie
Douré se trouve à 7 km au nord-ouest de Toéghin, le chef-lieu du département, et à environ 30 km de Boussé, le chef-lieu provincial.

## Santé et éducation
Douré accueille un centre de santé et de promotion sociale (CSPS) tandis que le centre médical avec antenne chirurgicale (CMA) se trouve à Boussé.